# المنطقة العسكرية الثانية (الجزائر)

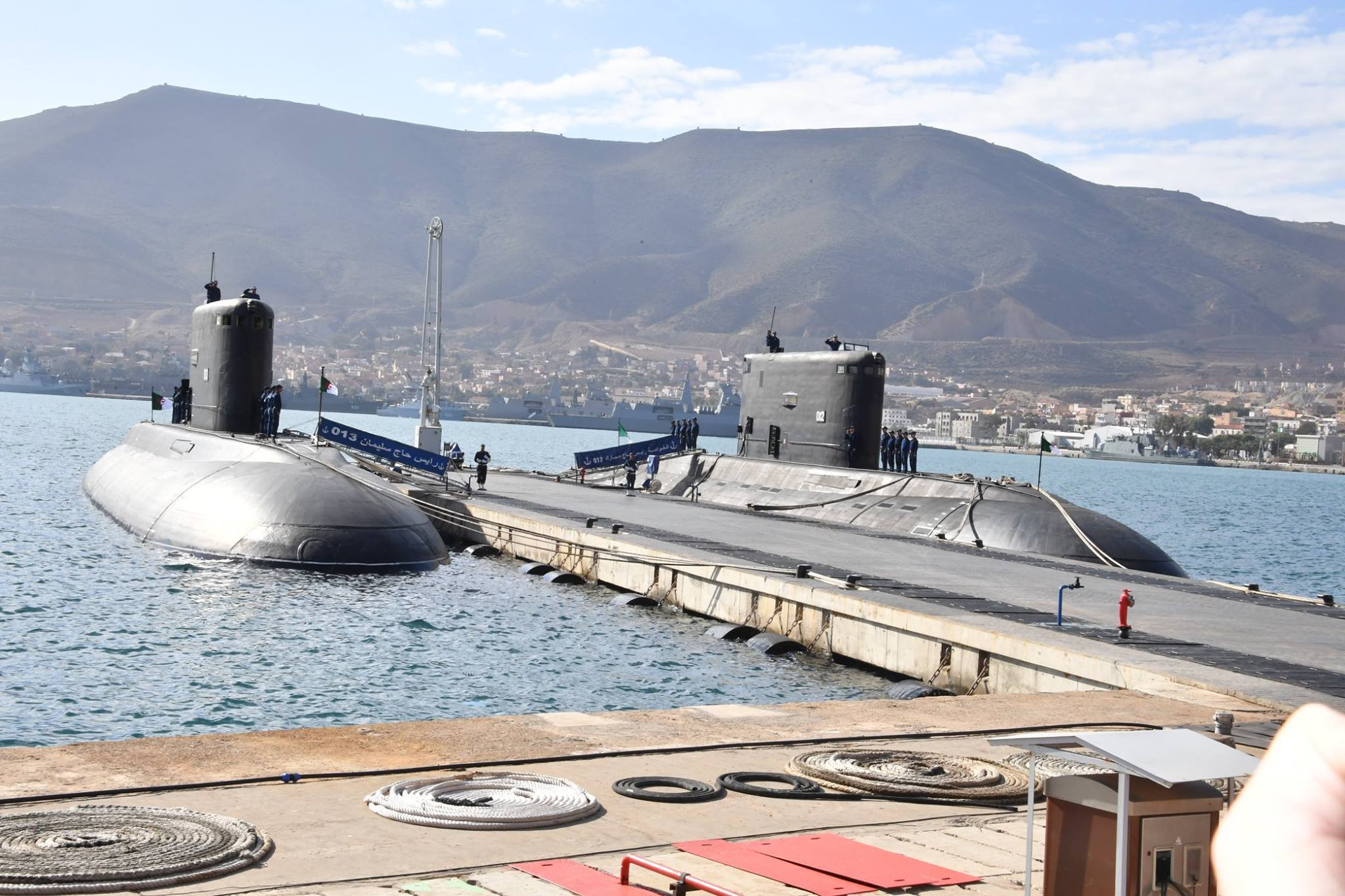
القاعدة البحرية المرسى الكبير

المنطقة العسكرية الثانية أو الناحية العسكرية الثانية هي منطقة عسكرية تابعة للقوات المسلحة الوطنية الشعبية الجزائرية، ويقع مقرها الرئيسي في وهران.
حتى أوائل التسعينيات كانت معظم الوحدات الميدانية للقوات المسلحة تتمركز في المنطقتين العسكريتين الثانية والثالثة. كما تتمركز الفرقة الثامنة مدرع في رأس الماء على بعد 90 كيلومترا من سيدي بلعباس في المنطقة العسكرية الثانية.
تضم المنطقة العسكرية الثانية القطاعات العسكرية التالية: وهران، معسكر، سعيدة، تلمسان، مستغانم، سيدي بلعباس، تيارت، عين تموشنت، البيض، النعامة، غليزان، تيسمسيلت. 